# HANGOVER (싸이의 노래)
〈HANGOVER〉는 대한민국의 가수 싸이의 노래이다. 2014년 6월 8일 발매되었으며, 미국의 래퍼 스눕 독이 피처링으로 참여했다.